# Paussoptinus aolichognathus
Paussoptinus aolichognathus is een keversoort uit de familie klopkevers (Ptinidae). De wetenschappelijke naam van de soort werd in 1912 gepubliceerd door Arthur Mills Lea.